# Nagasaki
Cet article concerne la ville de Nagasaki. Pour l'attaque atomique, voir Bombardements atomiques d'Hiroshima et de Nagasaki.
Nagasaki  (長崎市, Nagasaki-shi, litt. « longue pointe », -shi signifiant ville) est une ville japonaise, capitale de la préfecture homonyme sur l'île de Kyushu. En 2020, elle compte 406 005 habitants.
L'histoire de Nagasaki a presque entièrement été construite par des étrangers ; en effet, ce sont les Portugais qui en font une ville portuaire prospère au XVIe siècle. Sous la période Tokugawa, la persécution des chrétiens y fut particulièrement vive, avant que la ville ne soit ouverte après la restauration Meiji. Le 9 août 1945, Nagasaki a été la cible du deuxième bombardement atomique de l'histoire par les États-Unis durant la Seconde Guerre mondiale après celui d'Hiroshima trois jours plus tôt.

## Histoire

### Le port et le commerce (XVIe–XIXesiècle)

#### Naissance et développement du port
Fondée dans la seconde moitié du XVIe siècle, c'était à l'origine un village isolé. C'est l'arrivée d'explorateurs européens au milieu du XVIe siècle, quand un navire portugais s'échoua accidentellement sur les rives de Tanega-shima en 1543, qui en provoqua la naissance et l'essor. Le missionnaire jésuite François Xavier y arriva en 1549 et il visita Hirado en 1550 où les marchands portugais s'établirent initialement avec le patronage de Matsura Takanobu. Initialement tolérant, il expulse cependant les jésuites de son domaine en 1558. Les Portugais cherchent un autre port où ils pourraient commercer et un autre seigneur, Ōmura Sumitada, leur offre refuge dans son domaine à Yokoseura. Sumitada devient le premier daimyō (chef de guerre) à se convertir mais son cousin illégitime, Goto Takaakira, mena une révolte et détruisit Yokoseura. Sumitada établit alors un nouveau port à Nagasaki en 1571, date de fondation de la ville. En 1580, Ōmura Sumitada céda le port de Nagasaki et les territoires environnants à la Compagnie de Jésus dont le supérieur local était le père Côme de Torres, successeur immédiat de saint François Xavier.
Le petit village portuaire grandit rapidement, et les produits importés à Nagasaki (comme le tabac, le pain, les beignets — tempura, les gâteaux et les vêtements occidentaux) furent assimilés dans la culture populaire japonaise — la plupart d'entre eux ont d'ailleurs conservé leur nom d'origine portugaise comme les gâteaux de Nagasaki, les castella. Les Portugais amenèrent aussi avec eux des marchandises d'origine chinoise et les armes à feu. On parle de cette période comme la Nagasaki portugaise (en) ou bien Nagasaki ecclésiastique.

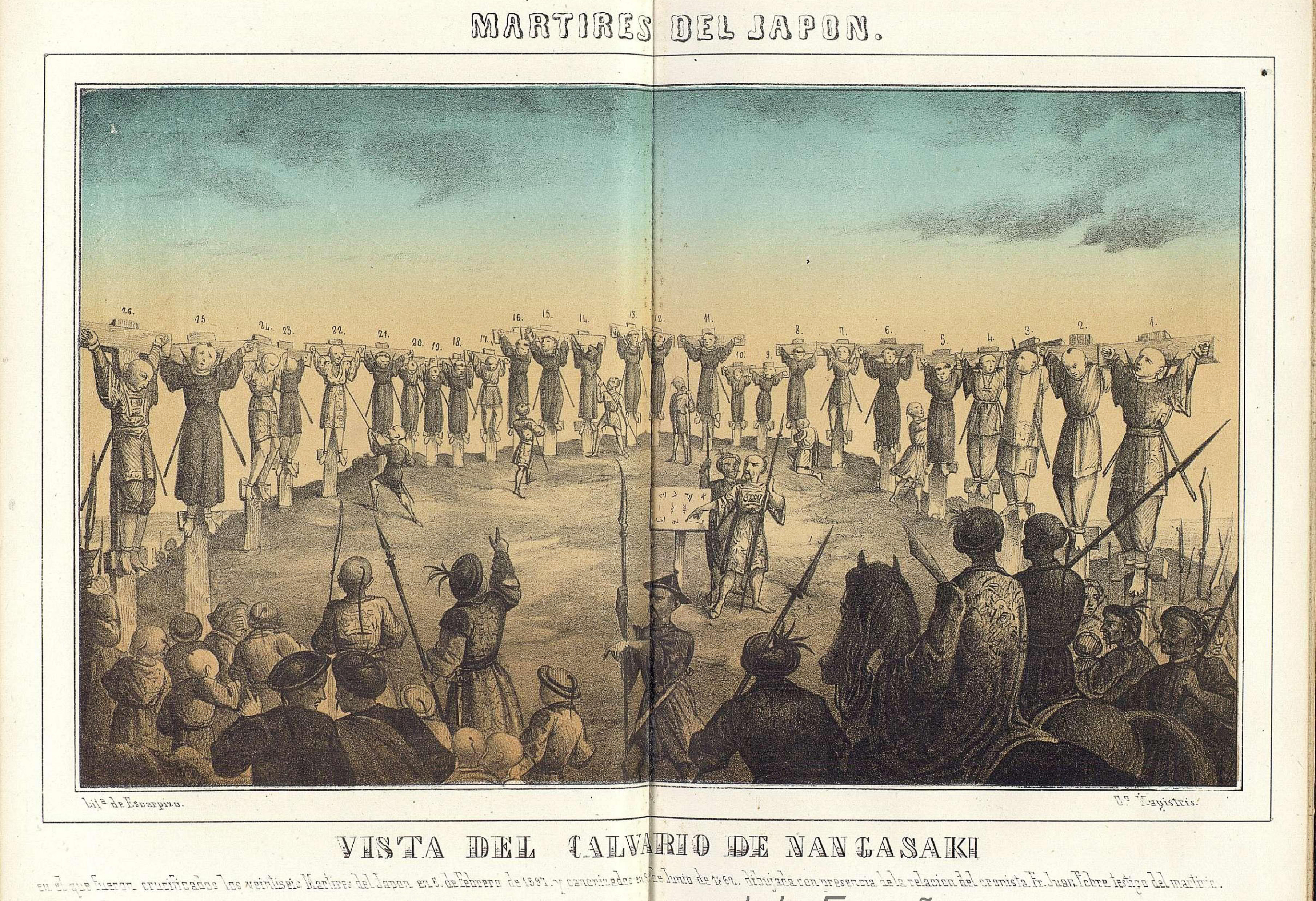
Les 26 crucifixiés de Nagasaki marquent le début d'une répression sanglante contre les chrétiens (1597). Représentation d'Eustaquio Maria de Nenclares datant du XIXe siècle.

La prospérité de Nagasaki fut menacée en 1587 lorsque Hideyoshi Toyotomi arriva au pouvoir. Inquiété par l'influence des chrétiens dans le Sud du Japon, il ordonna l'expulsion de tous les missionnaires. Ōmura avait donné aux jésuites un contrôle administratif partiel de Nagasaki, et la ville retourna sous le contrôle impérial. Les chrétiens japonais et étrangers furent persécutés. En 1596, Hideyoshi fit crucifier 26 chrétiens à Nagasaki pour détruire toute tentative d'usurper son pouvoir. Toutefois, comme l'empereur ne fit pas bannir les marchands portugais, l'économie de la ville continua à prospérer.

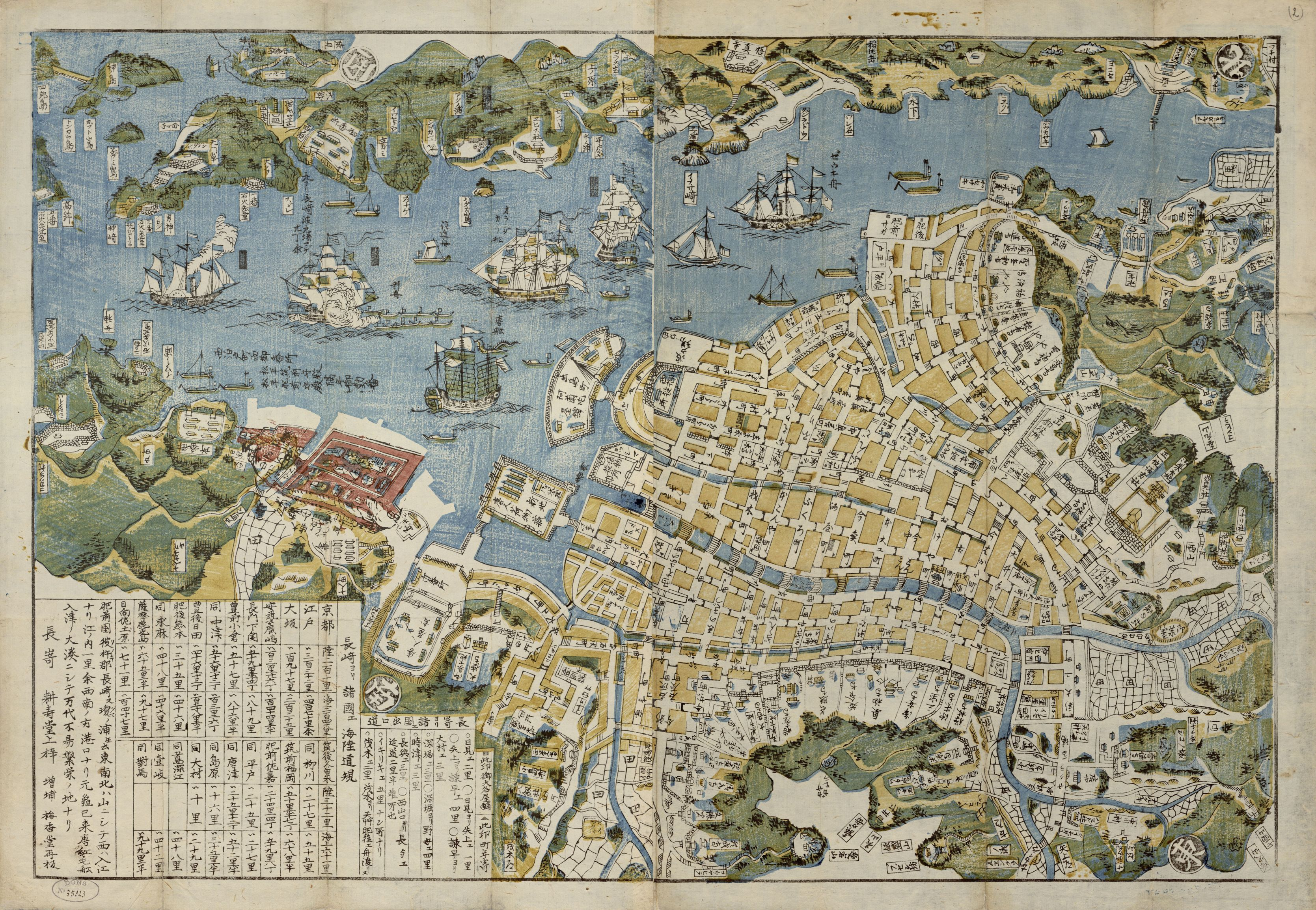
Vue panoramique de la baie de Nagasaki avec l'île de Dejima(Bibliothèque interuniversitaire de la Sorbonne, NuBIS).

Quand presque vingt ans après, Ieyasu Tokugawa prit le pouvoir, la situation ne s'améliora pas. Le christianisme fut interdit en 1614 et tous les missionnaires furent déportés, ainsi que les daimyō qui ne renoncèrent pas à leur religion. Une campagne brutale de persécution s'ensuivit, avec des centaines de tués ou torturés à Nagasaki et dans d'autres parties du Japon. Les chrétiens offrirent une certaine résistance, en 1637 lors de l'insurrection de la péninsule de Shimabara, à l'est de Nagasaki. Au nombre de 40 000, ils capturèrent le château d'Hara et humilièrent le daimyō local. En réponse, le shogun envoya 120 000 soldats. Ce fut la fin du bref « siècle chrétien » au Japon. Ils durent pratiquer leur religion en secret, toujours victimes d'inquisitions occasionnelles (voir les Seize martyrs de Nagasaki).

#### L'îlot de Dejima et la «réouverture» du Japon

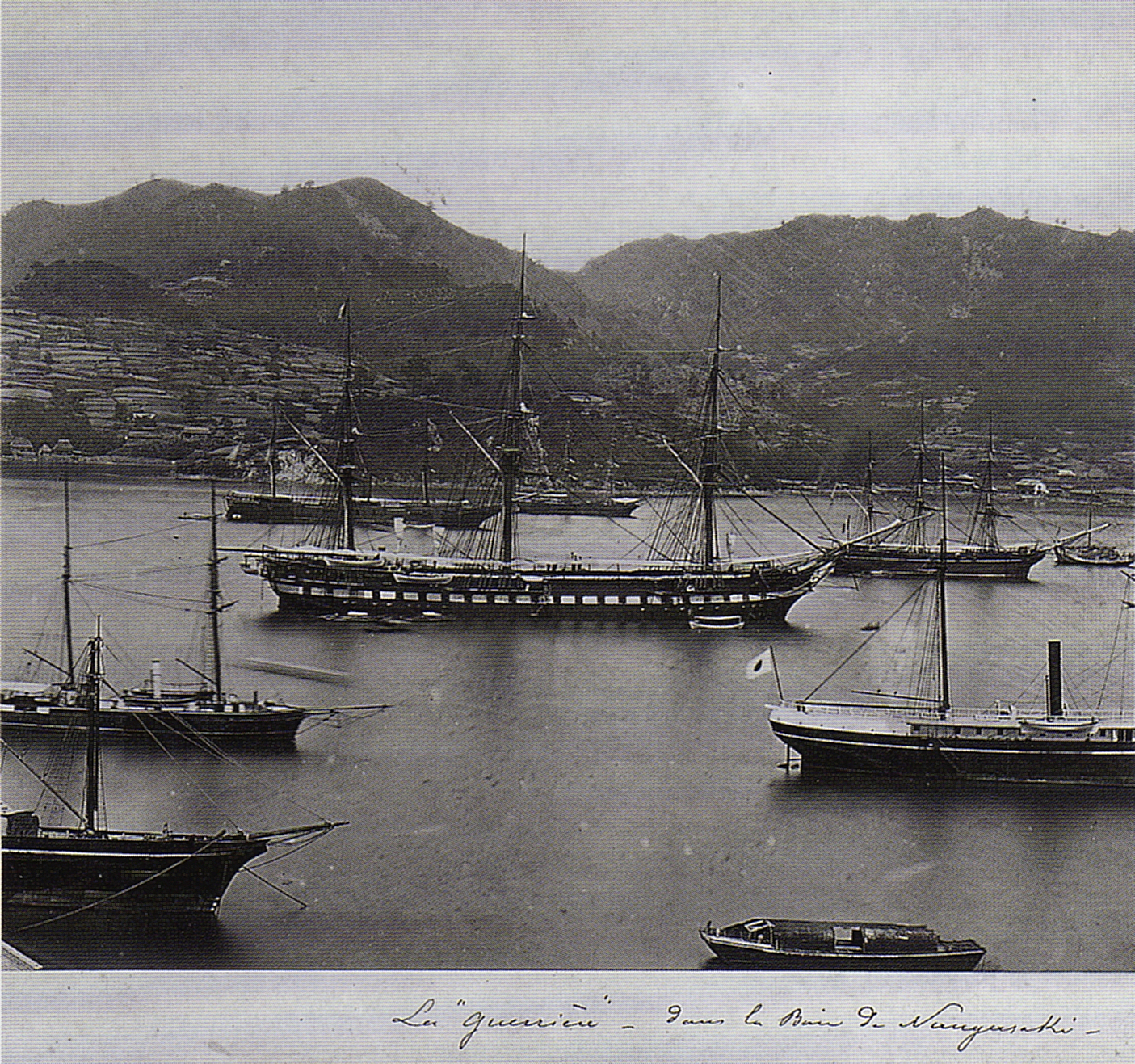
La frégate La Guerrière commandée par l'amiral Roze en 1865 dans la baie de Nagasaki.

Pendant ce temps les Néerlandais, appelés Oranda-jin en japonais, continuèrent discrètement à exercer leurs affaires au Japon, ramenant même avec eux des Japonaises en Hollande. Malgré la politique officielle des shogun, désireux de mettre fin à l'influence étrangère dans le pays, les Hollandais démontrèrent qu'ils étaient intéressés surtout par le commerce, et prouvèrent leur engagement aux côtés des Tokugawa durant la rébellion de Shimabara en ouvrant même le feu sur les chrétiens (catholiques) afin de venir en aide au pouvoir shogunal. En 1641, on leur octroya Dejima, une île artificielle dans la baie de Nagasaki, afin que celle-ci serve de base à leur commerce et dans laquelle ils étaient confinés. Depuis cette date et jusqu'en 1855, les contacts du Japon avec le monde extérieur furent strictement limités à Nagasaki. En 1720, la censure qui frappait les livres néerlandais fut levée. Des centaines d'étudiants en profitèrent pour affluer vers Nagasaki pour étudier les sciences et les arts européens, appelés rangaku en japonais, c'est-à-dire science hollandaise.

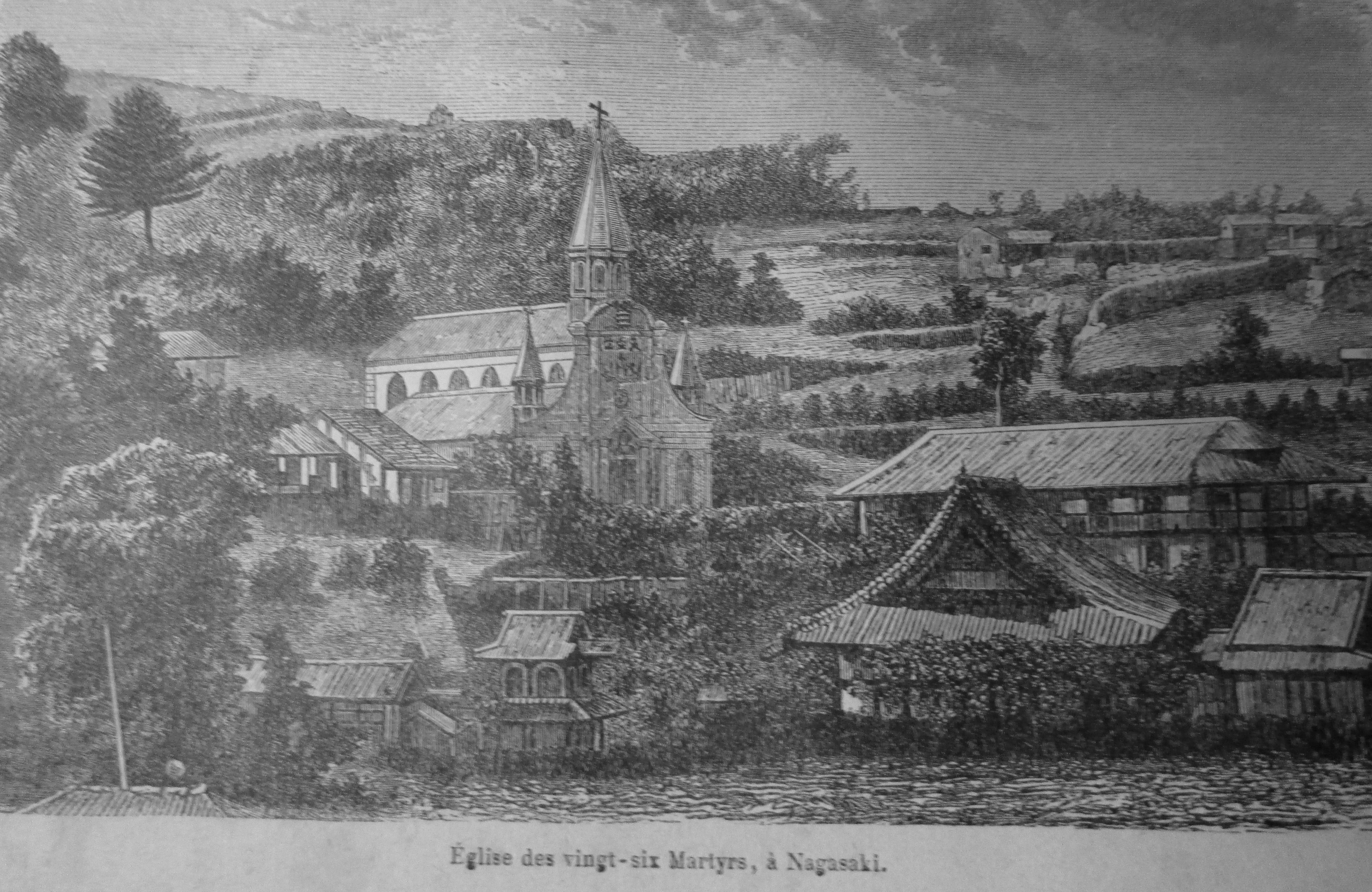
Église des Vingt-Six-Martyrs de Nagasaki vers 1885.

Après que le commodore Matthew Perry eut débarqué en 1853 dans la baie de Tokyo et imposé un traité d'ouverture commerciale par la menace, le Japon fut contraint d'ouvrir ses ports aux navires américains. Nagasaki devint un port libre en 1859. Avec la restauration Meiji, Nagasaki devait rapidement dominer d'un point de vue économique, notamment grâce à la construction de navires. Lors de la première reconstruction d'une église, des chrétiens japonais sortirent du secret dans lequel ils avaient vécu depuis le XVIIe siècle en se faisant connaître du père Petitjean : ils furent néanmoins, dans un premier temps, persécutés avant de pouvoir exercer librement leur culte.

### Le bombardement atomique de 1945

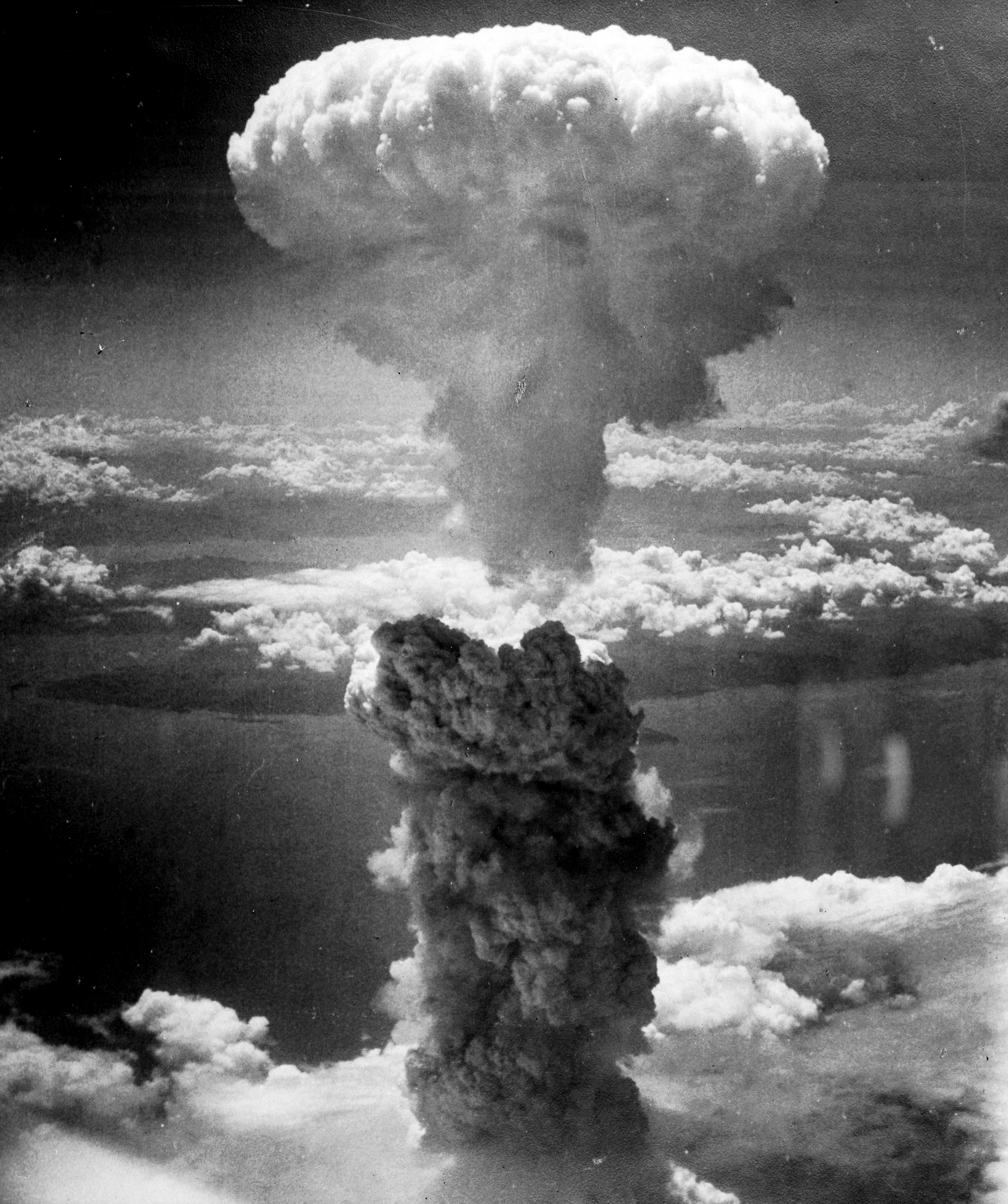
Champignon atomique sur la ville de Nagasaki.

Pendant la Seconde Guerre mondiale, le 9 août 1945 à 11 h 2 du matin, le B-29 Bockscar piloté par Charles Sweeney, parti de Tinian dans les îles Mariannes du Nord, largua la bombe atomique Fat Man sur la ville : elle explosa à 580 m d'altitude, à la verticale du quartier Urakami. Ce fut la seconde explosion nucléaire au Japon, trois jours après celle d'Hiroshima. L'objectif initial du B-29 était la ville de Kokura, dans le nord de Kyushu, devenue aujourd'hui un quartier de la ville de Kitakyūshū. Les trois tentatives échouent, d'une part à cause du mauvais temps, d'autre part à cause de la fumée venant de Yahata, située à seulement 7 km à l'est de Kokura, et qui avait été bombardée la veille. De plus, un écran de fumée avait été créé à Kokura par des ouvriers en brûlant des barils de goudron pour gêner un éventuel bombardement.
Cette bombe était une bombe au plutonium d'une puissance de 21 à 23 kilotonnes, différente de celle d'Hiroshima (uranium 235, d'une puissance de 15 kilotonnes), mais semblable à celle de l'essai Trinity, réalisé à Alamogordo, le 16 juillet 1945.
Le scénario d'Hiroshima se reproduisit, à peine moins meurtrier. En effet, la topographie de Nagasaki en fait un site plus ouvert alors que les collines ceignant Hiroshima avaient amplifié les effets dévastateurs de l'explosion.
Quelque 35 000 des 240 000 habitants de Nagasaki furent tués, y compris 23 200 à 27 200 ouvriers japonais, 2 000 travailleurs forcés coréens, 150 soldats japonais, et huit prisonniers de guerre alliés. Si la cathédrale chrétienne d'Urakami, le principal lieu de culte catholique du Japon, presque à l'aplomb du largage (dit hypocentre), confondue avec un bâtiment portuaire, fut entièrement détruite, "le jardin de l'Immaculée", le couvent franciscain construit derrière la crête d'une colline au-dessus de Nagasaki par Maximilien Kolbe, fut épargnée. Initialement, le bombardier devait viser les quais Mitsubishi.

### La reconstruction

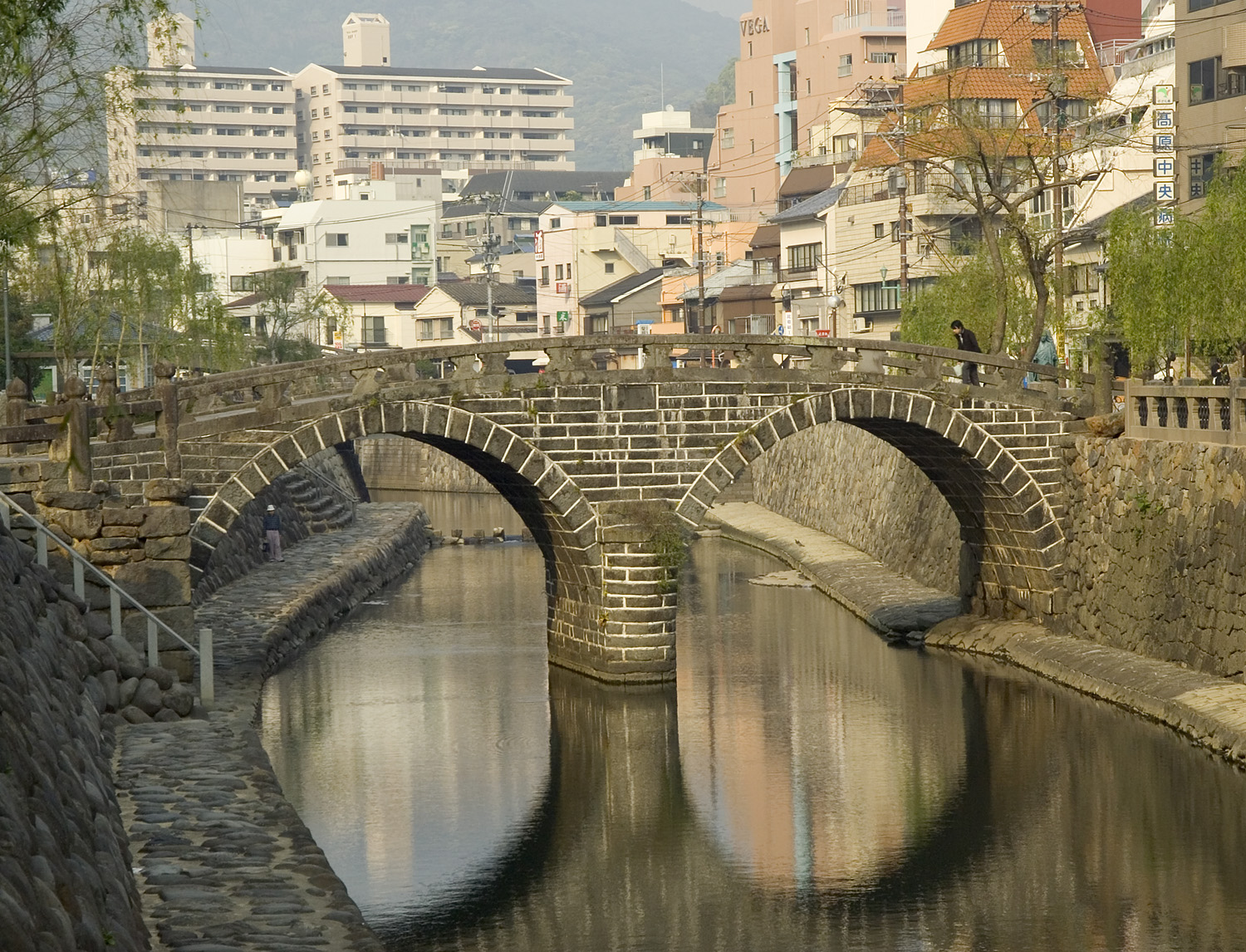
Le pont Megane.

La ville fut reconstruite après la guerre, quoique radicalement différente. De nouveaux temples furent bâtis ainsi que des églises, car la présence chrétienne ne disparut en fait jamais. Il y eut même, après la guerre, une augmentation du nombre de fidèles. Parmi ceux-ci, le radiologue Takashi Nagai (1908-1951), le premier citoyen honoraire de la ville, mort de la leucémie diagnostiquée en juin 1945 (deux mois avant le lancement de la bombe) qui ne devait lui laisser que 2-3 ans à vivre. Quelques débris furent laissés en place en souvenir du bombardement : comme une porte (torii) dont il ne reste plus qu'un poteau dressé.
Comme Hiroshima, Nagasaki présente son parc de la Paix et les deux villes sont associées dans les protestations contre les armes atomiques et leurs essais.
De nouveaux bâtiments furent créés pour servir de mémorial, tel le musée de la Bombe atomique,.

### Après-guerre
Nagasaki reste une ville portuaire, avec une construction navale florissante. Les chantiers de construction navale de Mitsubishi Heavy Industries, créés en 1857, sont parmi les plus importants du monde après ceux de Hyundai à Ulsan (Corée du Sud). Début février 2017, la direction de Mitsubishi Heavy Industries a annoncé que, face aux mauvais résultats, les chantiers navals de Nagasaki seraient regroupés dans une seule société de construction navale avec ceux de Shimonoseki, pour rechercher des synergies et des partenariats. Parallèlement, il a déjà été décidé fin 2016 de fusionner la branche de conception et construction de moteurs diesels marins avec la société Kobe Diesel.

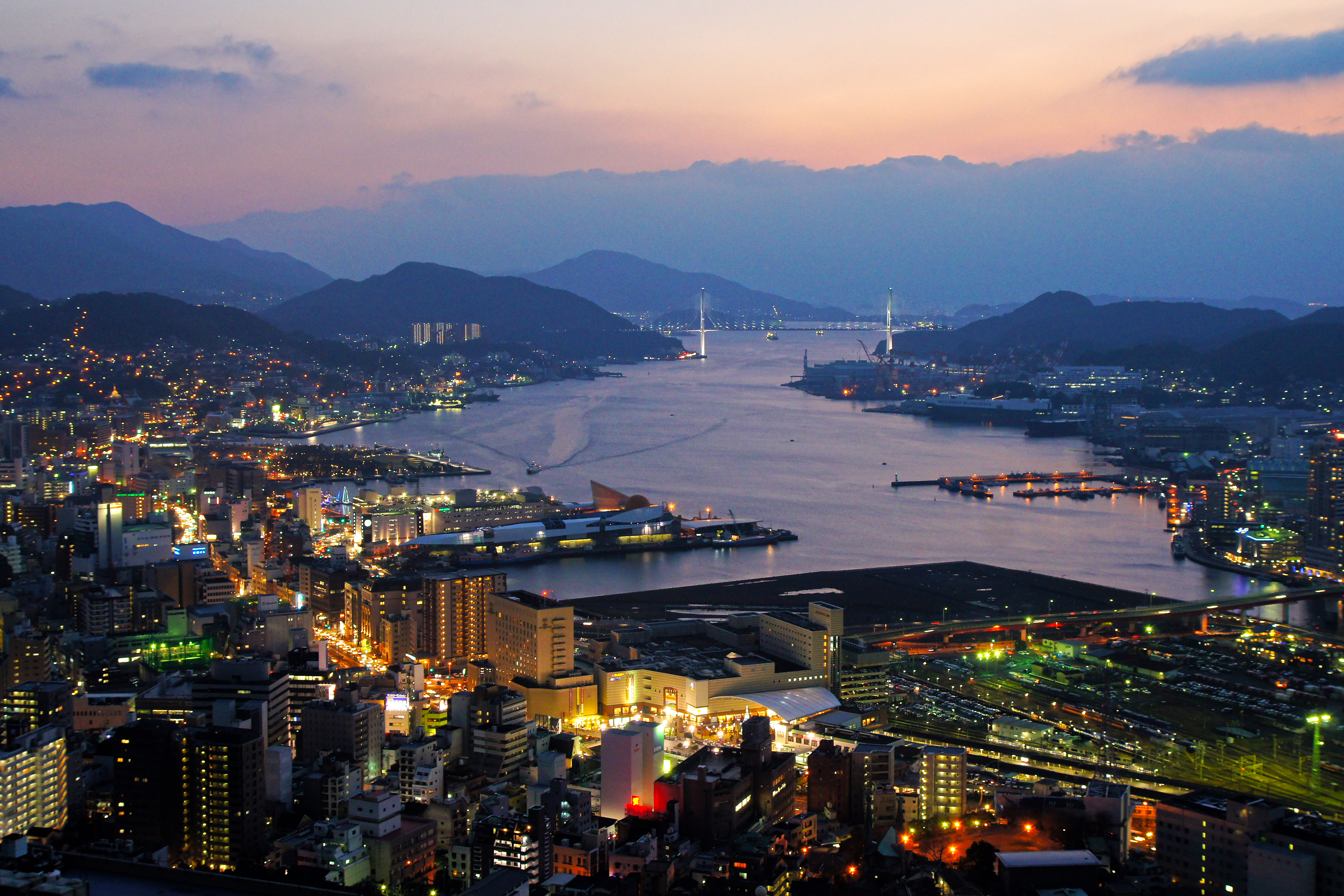
Littoral de Nagasaki.

La ville est desservie depuis 1975 par l'aéroport de Nagasaki, installé sur une île artificielle.
Dans la nuit du 17 au 18 avril 2007, Itchō Itō, le maire de la ville fut assassiné par un yakuza.

## Géographie

### Localisation
Nagasaki se situe à l'ouest de l'île de Kyushu, la plus méridionale des quatre îles principales du Japon. La ville fait partie de la préfecture de Nagasaki et s'étend sur les péninsules de Nagasaki et de Nishisonogi. Elle est entourée par les villes de Saikai et d'Isahaya, respectivement au nord et à l'est, et par les bourgs de Togitsu et de Nagayo, au nord-est, dans le district de Nishisonogi. Elle est bordée par la baie d'Ōmura (mer du Japon) au nord, par la mer de Chine orientale au sud-est et par la mer du Japon au sud-ouest. C'est aussi sur cette mer que donnent les installations portuaires de la ville. Celles-ci ont été édifiées à l'embouchure de l'Urakami, un petit fleuve local, le long duquel s'est étendu Nagasaki au fil du temps. La rivière Nakashima (ja) traverse la ville d'est en ouest.

### Climat
Nagasaki vit sous un régime de climat subtropical humide. La ville bénéficie d’hivers relativement doux, avec une moyenne de 7 °C en janvier et février. Les étés sont chauds, avec une moyenne de 26,8 à 27,9 °C en juillet et août. Les étés sont également très humides.
| Mois                                             | jan.      | fév.      | mars      | avril    | mai       | juin      | jui.      | août      | sep.      | oct.      | nov.      | déc.      | année                       |
| ------------------------------------------------ | --------- | --------- | --------- | -------- | --------- | --------- | --------- | --------- | --------- | --------- | --------- | --------- | --------------------------- |
| Température minimale moyenne (°C)                | 4         | 4,5       | 7,5       | 11,7     | 16,1      | 20,2      | 24,5      | 25,3      | 21,9      | 16,5      | 11        | 6         | 14,1                        |
| Température moyenne (°C)                         | 7,2       | 8,1       | 11,2      | 15,6     | 19,7      | 23        | 26,9      | 28,1      | 24,9      | 20        | 14,5      | 9,4       | 17,4                        |
| Température maximale moyenne (°C)                | 10,7      | 12        | 15,3      | 19,9     | 23,9      | 26,5      | 30,3      | 31,9      | 28,9      | 24,1      | 18,5      | 13,1      | 21,2                        |
| Record de froid (°C) date du record              | −5,6 1915 | −4,8 1893 | −3,6 1977 | 0,2 1884 | 5,3 1881  | 8,9 1882  | 15 1903   | 16,4 1878 | 11,1 1883 | 4,9 1970  | −0,2 1884 | −3,9 1883 | −5,6 1915                   |
| Record de chaleur (°C) date du record            | 21,3 1908 | 22,6 2010 | 24,4 1964 | 29 1998  | 31,4 1998 | 36,4 2004 | 37,7 1994 | 37,7 2013 | 36,1 1961 | 33,7 1961 | 27,4 1897 | 23,8 1890 | 37,7 23/7/1994 et 18/8/2013 |
| Ensoleillement (h)                               | 103,7     | 122,3     | 159,5     | 178,1    | 189,6     | 125       | 175,3     | 207       | 172,2     | 178,9     | 137,2     | 114,3     | 1 863,1                     |
| Précipitations (mm)                              | 63,1      | 84        | 123,2     | 153      | 160,7     | 335,9     | 292,7     | 217,9     | 186,6     | 102,1     | 100,7     | 74,8      | 1 894,7                     |
| dont neige (cm)                                  | 3         | 0         | 0         | 0        | 0         | 0         | 0         | 0         | 0         | 0         | 0         | 0         | 4                           |
| Nombre de jours avec précipitations              | 9         | 8,7       | 10,1      | 9,2      | 9,1       | 13        | 10,7      | 9,9       | 9         | 5,8       | 8,2       | 8,2       | 110,9                       |
| dont nombre de jours avec précipitations ≥ 10 mm | 1,9       | 3         | 4,2       | 4,9      | 4,6       | 7,4       | 5,8       | 4,9       | 4,7       | 3         | 3         | 2,4       | 49,8                        |
| Humidité relative (%)                            | 66        | 65        | 65        | 67       | 72        | 80        | 80        | 76        | 73        | 67        | 68        | 67        | 71                          |
| Nombre de jours avec neige                       | 0,6       | 0,4       | 0         | 0        | 0         | 0         | 0         | 0         | 0         | 0         | 0         | 0,1       | 1,1                         |

| Diagramme climatique                                  |         |              |             |               |               |               |               |               |               |             |           |
| J                                                     | F       | M            | A           | M             | J             | J             | A             | S             | O             | N           | D         |
| 10,7463,1                                             | 124,584 | 15,37,5123,2 | 19,911,7153 | 23,916,1160,7 | 26,520,2335,9 | 30,324,5292,7 | 31,925,3217,9 | 28,921,9186,6 | 24,116,5102,1 | 18,511100,7 | 13,1674,8 |
| Moyennes : • Temp. maxi et mini °C • Précipitation mm |         |              |             |               |               |               |               |               |               |             |           |

## Culture

### Patrimoine et tourisme
- Cathédrale catholique d'Urakami. Située à côté du parc pour la Paix, elle a été reconstruite en 1959. Principalement constituée de briques, elle est située à ce qui fut l'hypocentre de l'explosion de la bombe atomique. Elle abrite la Vierge de Nagasaki ;
- église d'Ōura : édifiée en 1864 sous l'égide de l'évêque français Bernard Petitjean, c'est la plus vieille église japonaise. Par le passé, et selon les moments, la communauté catholique locale s'y rendait parfois clandestinement. Elle est, aujourd'hui, classée Trésor national du Japon ;
- sanctuaire des Seize martyrs ;
- le pont Megane : pont de pierre inscrit sur la liste officielle des biens culturels importants du Japon depuis 1960[8] ;
- le jardin Glover ;
- temples bouddhistes :
  - Kōfuku-ji,
  - Sōfuku-ji,
  - Fukusai-ji,
  - Shōfuku-ji ;
- temple de Confucius : Kōshi-byō.

### Personnalités liées à la ville
Pierre Loti (1850-1923), officier de marine et écrivain français, auteur de Madame Chrysanthème (1887) écrit après son séjour à Nagasaki en 1885. Le 9 juillet 1885, dès son arrivée à Nagasaki, Loti épouse par contrat d'un mois renouvelable, une jeune Japonaise de 18 ans, Okané-San baptisée Kiku-San (Madame Chrysanthème). Le 12 août, âgé de 35 ans, il quitte Nagasaki. Ce mariage auquel les parents ont donné leur consentement a été arrangé par un agent et enregistré par la police locale. Il ne dure que le temps du séjour et la jeune fille pourra par la suite se marier avec un Japonais. Cette pratique peut paraître curieuse mais elle est alors courante dans l'empire du Japon, même si elle s’avère coûteuse pour l'étranger. Il écrira par ailleurs deux autres romans sur le Japon qu'il visitera à nouveau : Japoneries d'automne (1889) et la Troisième Jeunesse de Madame Prune (1905). Une histoire similaire entre une maiko et un lieutenant de l'United States Navy en 1894 inspirera l'opéra Madame Butterfly de Giacomo Puccini, une œuvre du répertoire : une statue représentant Tamaki Miura en Madame Butterfly est installée dans le Glover Garden.
- Kita Genki, peintre du XVIIe siècle.
- Bernard Petitjean (1829-1884), prêtre catholique français, premier vicaire apostolique du Japon, mort le 7 octobre 1884 à Nagasaki et enterré au pied de l'autel de l'église d'Ōura.

Tsutomu Yamaguchi, né le 16 mars 1916 et mort le 4 janvier 2010 à 93 ans, a été déclaré seul survivant des deux bombes atomiques largués le 6 et le 9 août 1945 sur Hiroshima et Nagasaki.

### Événements et festivals

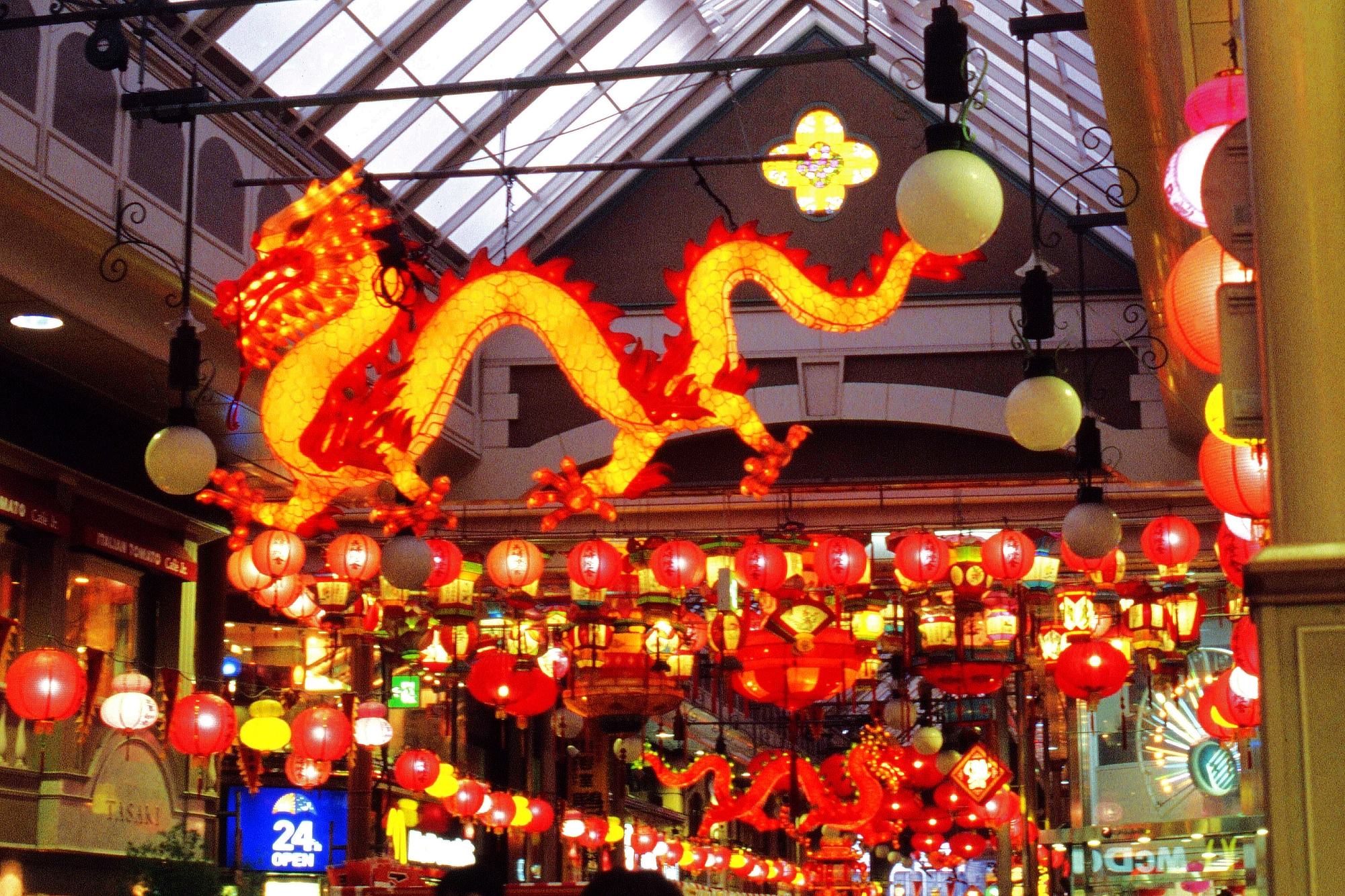
Le festival des lanternes de Nagasaki a lieu chaque année.

Chaque année, à l'occasion du Nouvel An chinois se déroule le festival des lanternes. Des danses du dragon sont effectuées dans les rues du centre-ville, le long desquelles des milliers de lampions chinois sont installés.

## Éducation
La ville compte plusieurs universités, dont l'université de Nagasaki qui est une université nationale du Japon.

## Transports
L'aéroport le plus proche est celui de Nagasaki, situé dans la ville proche d'Ōmura.
La gare de Nagasaki est desservie par la ligne Shinkansen Nishi Kyūshū et la ligne principale Nagasaki de la JR Kyushu. En complément, le tramway de Nagasaki gère cinq lignes au sein de la ville.
L'autoroute de Nagasaki, et les routes 34, 202, 251, 324 et 499 desservent également la municipalité.

## Coopération internationale
- Blagoevgrad (Bulgarie) ;
- Porto (Portugal) (Portugal) ;
- Santos (São Paulo) (Brésil), depuis 1972 ;
- Fuzhou (Chine), depuis 1980 ;
- Middelbourg (Pays-Bas), depuis 1978 ;
- Hiroshima (Japon) ;
- Vaux-sur-Aure (France) ;
- Saint Paul (États-Unis) (Minnesota)[11].

### Filmographie
Yves Ciampi, Typhon sur Nagasaki, 1957, film franco-japonais, avec Jean Marais, Danielle Darrieux, Keiko Kishi.